# Турбомилк
Турбомилк — российская дизайнерская компания, основанная в Самаре 1 декабря 2002 года и в августе 2011 года объединившаяся с компанией Parcsis. Занимается графическим дизайном и дизайном пользовательских интерфейсов. Основатели компании — дизайнеры фрилансеры, которые решили объединиться для совместной работы в офисе используя модель коворкинга. Первоначально компания получила известность за счет блога про иконки, дизайн интерфейсов и управление проектами , который ведут сотрудники. С 2008 года организует в Самаре ежегодный «Фестиваль 404» — встречу веб-разработчиков  России и стран СНГ.

## Важные события

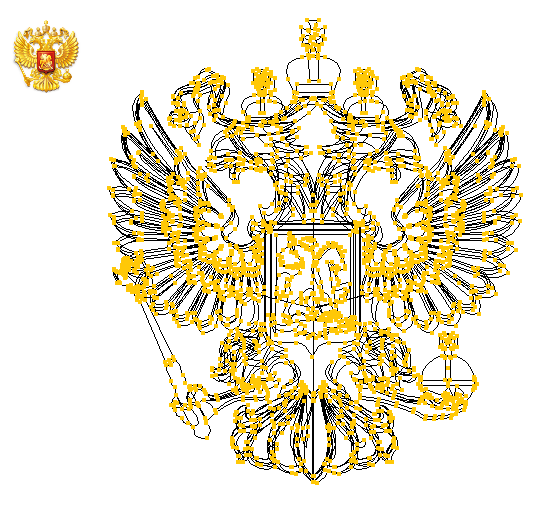
Юзерпик @KremlinRussia — твиттер Президента России (результат и исходный векторный файл)

Веселые варежки — кандидат в талисманы Зимней Олимпиады в Сочи 2014

- В 2004 году сотрудник компании [7] Егор Гилев стал первым россиянином, который выиграл ежегодный мировой конкурс по дизайну иконок «Pixelpalooza»[8] который проводит компания Iconfactory.

- Статья из блога студии «10 ошибок в дизайне иконок»[9] про то, как не нужно создавать пиктограммы, обрела мировую известность. Энтузиасты перевели её на несколько языков.[10] [11] [12] [13]

- Студия предложила свою версию талисмана для Зимней Олимпиады в Сочи 2014 — веселые Варежки, которые были вторыми после персонажа Зойча в народном интернет-голосовании.[14][15]

- Официальный твиттер Президента России имеет в качестве юзерпика герб Российской Федерации, который был специально нарисован[16] в Турбомилке по правилам дизайна иконок (чтобы линии «попадали» в пиксели).

- В мае 2009 года был запущен собственный некоммерческий проект «Iconza»[17]. Это веб-сервис, который представляет собой хранилище свободно распространяемых иконок, у которых можно произвольно менять цвет и размер.

- В 2010 году «Фестиваль 404» был номинирован на Премию Рунета в секции «Наука и образование».[18]

- В августе 2011 года компания Турбомилк объявила о слиянии своих активов с активами компании Parcsis и продолжении деятельности под общим названием Parcsis[1].

## Работы
По информации сайта компании, среди наиболее известных работ Турбомилка:

### Дизайн интерфейсов
- Интерфейс пользователя платформы 1С:Предприятие

### Дизайн пиктограмм
- Пиктограммы для сервиса контекстной рекламы Бегун
- Новые иконки для IRC-клиента mIRC
- Иконки для социальной сети Хабрахабр
- Иконки автомобилей для виртуальных гаражей в социальной сети Автокадабра
- Иконки в оригинальном стиле со специальным руководством для компания Intuit
- Иконка мобильного приложения LiveJournal

### Дизайн логотипов
- Логотип игрового портала Kanobu.ru[20]
- Логотип TV-канала MSDN